# ناوتیپ خزر
ناوتیپ کاسپیَن (روسی: Каспийская флотилия، آوانگاری Kaspiyskaya flotiliya) قدیمی‌ترین ناوتیپ نظامی روسیه و مستقر در، دریای خزر است.

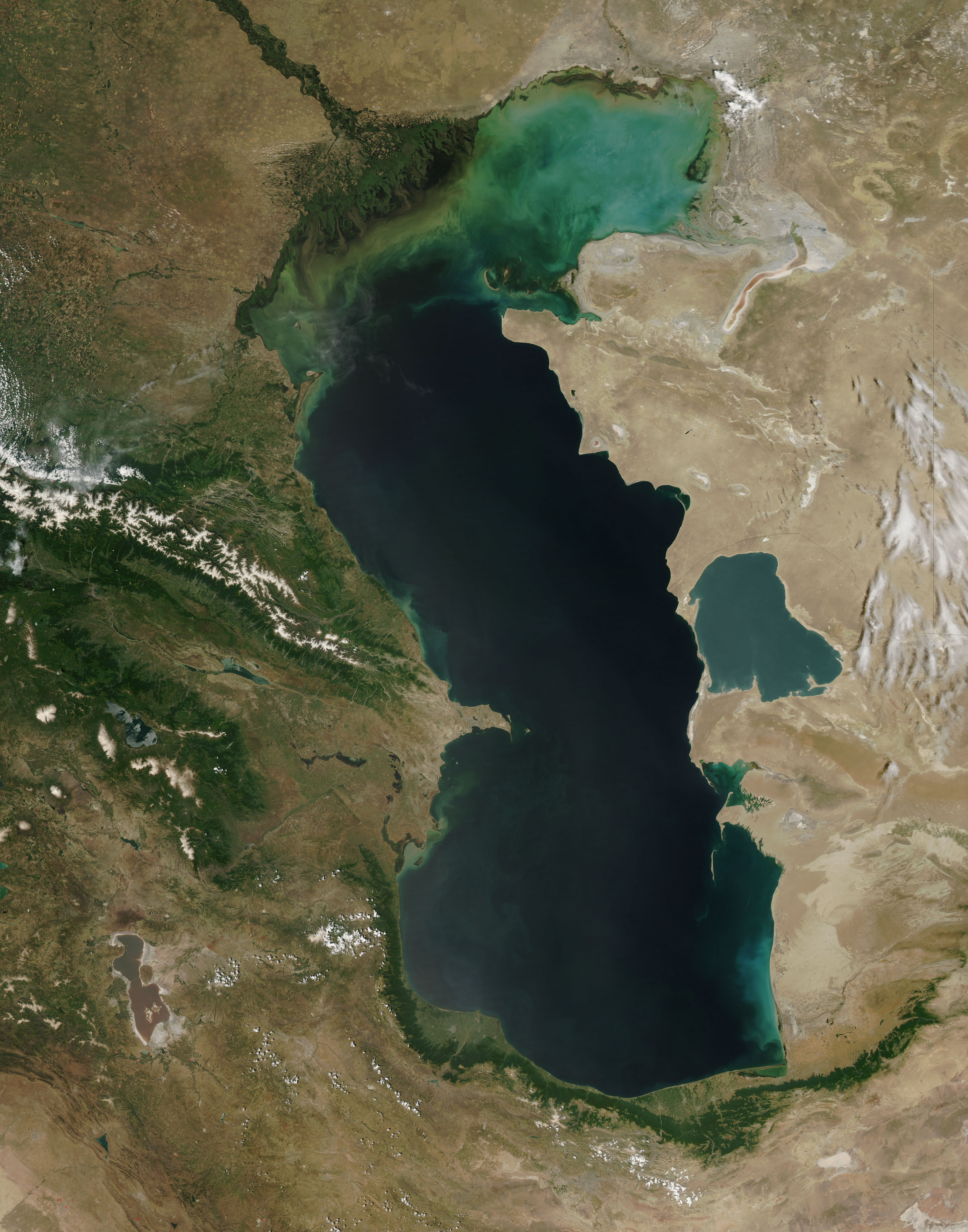
دریای خزر

## کشتی‌های در حال کار
- ناوچه‌ها
  - ۲ ناوچه کلاس ژپارد، تاتارستان, داغستان

- کاروتها
  - ۳ کاروت کلاس بویان، آستارخان, ولگودونسک, ماخاچکالا

- - ۳ کاروت کلاس بویان، Grad Sviyazhsk, Uglich, Veliky Ustyug

- - ۱ کاروت کلاس تارانتل MAK-160

- قایق نگهبان موشک انداز
  - 3 قایق موشک انداز کلاس ماتکا

- قایق توپی
  - 4 Gunboats Project 1204 Shmel Ak-209, Ak-223, Ak-201, Ak-۲۴۸
- مین جمع کن
  - ۳ کشتی مین‌جمع‌کن کلاس سونیا

- ناوچه آب خاکی
  - ۱ ناوچه آب خاکی دایگون
  - 5 قایق آب خاکی